# روزا یغیازاریان
روزا یغیازاریان (ارمنی: Ռոզա Եղիազարյան؛ انگلیسی: Rosa Yeghiazaryan زادهٔ ۱۷ آوریل ۱۹۴۹)، نثرنویس، نویسنده ادبیات داستانی کودکان و روزنامه‌نگار نظر اهل ارمنستان است.

## زندگی‌نامه
وی در ۱۷ آوریل ۱۹۴۹ در لنیناکان به دنیا آمد . وی عضو اتحادیه نویسندگان ارمنستان (۲۰۰۷) و اتحادیه روزنامه‌نگاران ارمنستان (۱۹۷۹) می‌باشد. وی به زبان‌های ارمنی، روسی، آلمانی و استونیایی تسلط دارد.